# Amaurobius prosopidus
Amaurobius prosopidus là một loài nhện trong họ Amaurobiidae.
Loài này thuộc chi Amaurobius. Amaurobius prosopidus được miêu tả năm 1972 bởi Leech.